# Gymnobela lamyi
Gymnobela lamyi é uma espécie de gastrópode do gênero Gymnobela, pertencente a família Raphitomidae.